# Eurodryas translucens
Eurodryas translucens är en fjärilsart som beskrevs av Ruggero Verity 1928. Eurodryas translucens ingår i släktet Eurodryas och familjen praktfjärilar. Inga underarter finns listade i Catalogue of Life.